# Божидар Маљковић
Божидар Маљковић (Оточац, 20. април 1952) је српски кошаркашки тренер. Један је од најуспешнијих европских тренера. У готово сваком клубу освојио је по неку титулу, посебно се истичу титуле Евролиге са три различита клуба: Југопластика, Лимож и Панатинаикос. Од 2017. године је председник Олимпијског комитета Србије.

## Каријера
Иако је рођен у Лици убрзо се са породицом сели у Краљево, где је почео да игра кошарку. Играо је на позицији бека шутера, али како је и сам касније изјављивао, није никад играо одбрану. Тако он као играч никад не би могао код себе као тренера да игра. Управо због тога његова кошаркашка каријера је замењена тренерском већ са 19 година и то у малом клубу Ушће у Београду. Заправо он је са још неколико другара и оформио тај клуб 1971. године. Упоредо са тренирањем младих играча у клубу завршио је и Правни факултет у Београду. 1977. године је прешао у Црвену звезду где је тренирао јуниорски тим.

### Раднички
Године 1979. на позив првог тренера Радничког, Братислава Ђорђевића постаје његов помоћник. Међутим већ следеће сезоне Братислав напушта клупу Радничког и Маљковић постаје први тренер овог тима. Постао је, како је и сам изјављивао касније, не због тога што је био најбоље решење већ због тога што нико други није хтео. Те сезоне је Реднички био на 9 месту Југословенске лиге уз 9 победа и 13 пораза. Ипак победа Радничког над Цибоном је директно одлучила шампиона те године, а то је била екипа Партизана. И следеће сезоне 1981/82. предводио је екипу Радничког до идентичног скора.

### Црвена звезда
Након одласка из Радничког накратко је тренирао Б лигаша у Старој Пазови, да би остао помоћник Ранку Жеравици у Црвеној звезди. Маљковић је прихватио тај посао јер је желео да буде у близини великог ауторитета и тренера попут Жеравице, иако је могао да буде први тренер у неким мањим клубовима. Током тих сезона Црвена звезда је била у врху домаћег такмичења и достојно играла и у европским куповима. Ипак никако се није домогла домаће титуле.

### Југопластика
На препоруку Аце Николића, Маљковић постаје први тренер Југопластике 1986. године, где ће започети нагли успон његове тренерске каријере. Маљковић није био прва опција за тренера већ Владе Ђуровић, али он је прихватио позив Црвене звезде.
Маљковић почиње да ствара тим око два највећа талента Дина Рађе и Тонија Кукоча, за кога је истицао да је најбољи играч којег је икад тренирао. Ту су били Велимир Перасовић и Горан Собин. Маљковић је те године из Звезде довео плејмејкера Зорана Сретеновића који је у Звезди био у сенци Зорана Радовића. Те сезоне Југопластика је завршила као трећепласирани тим у Југословенској лиги и испала у плеј-офу од Партизана којег је тада водио Душко Вујошевић. Такође и у Купу Радивоја Кораћа имали су слаб учинак. Током лета 1987. Маљковић је довео крилног играча Душка Ивановића из Будућности, и тако искуснији тим био је знатно сигурнији уз за једну годину старије главне играче. Југопластика те године завршава Југословенску лигу скором 21-1, и надмоћно осваја титулу првака.
У току лета 1988. године из Црвене звезде доводи још једног младог плеја Луку Павићевића. Тим те сезоне поново без већих проблема осваја домаћу лигу. Ипак, оно што је још битније, те сезоне је тим доказао огроман потенцијал и осваја прву од три у низу, титуле првака Евролиге. Током лета 1989. године Маљковић доводи Зорана Савића као и Петра Наумоског. Југопластика поново осваја Евролигу као и Југословенско првенство.

### Барселона
Након друге узастопне титуле сви европски клубови су желели Маљковића на својој клупи. Ипак, он се одлучује за Барселону у клубу који је управо он претходне две сезоне избацивао на финалном турниру. Историја ће се опет поиргати, јер је са Барселоном дошао до финала Евролиге, где га је чекала Југопластика, односно ПОП 84 како се тада звао клуб из Сплита. Пре финала највише се прибојавао Зорана Савића, што се испоставило као оправдано јер је он одиграо најбоље то финале, иако је Кукоч изабран за најбољег играча. И следећу сезону је започео на клупи Барселоне, али је дао отказ крајем 1992. године.

### Лимож
Усред сезоне је преузео француски Лимож. Током лета у тим доводи Јурија Здовца и Џимија Билбу. Те сезоне предводи тим до титуле у француској лиги, али и до пласмана на завршни турнир Евролиге. На завршном турниру у Атини сматрани су за аутсајдера, али су прво у полуфиналу победили Реал Мадрид са Арвидасом Сабонисом и тада моћни Бенетон са Тонијем Кукочом у финалу. Тако Маљковић са другим тимом, трећи пут постаје првак Европе.

### Панатинаикос
Опет је био на мети многих европских клубова, али се одлучује за Панатинаикос који је имао велике амбиције. Додатно те 1995. године били су разочарани другим местом у домаћем шампионату јер их је велики ривал Олимпијакос победио. Те године Паспаљ је напустио тим, а окосницу су чинили Панајотис Јанакис, Фрагискос Алвертис и Стојко Вранковић. Додатно, за невероватну суму од 7 милиона долара доводи НБА звезду Доминика Вилкинса. Иако нису успели да освоје титулу првака Грчке, успевају да освоје Евролигу као и Грчки куп. Следећа сезона 1996/97. је била разочаравајућа за Панатинаикос па је Божа напустио клупу овог клуба.

### Шпански клубови
Након тога једну сезону проводи у Паризу да би наредну декаду провео у Шпанији радећи у три клуба: Уникахи, Реалу и Таукерамици. Током свих тих године у Шпанији једини успех је имао са екипом Реала, освајањем АЦБ лиге 2005. године.

### Локомотива
Након одласка из Таукерамике једно време није радио да би 2011. потписао уговор са Локомотивом. У Локомотиви је остао до маја 2012. године.

### Цедевита
Јула 2012. године Маљковић се враћа на просторе некадашње Југославије и постаје први тренер Цедевите. Ипак због релативно лоших резултата али стицајем других околности већ новембра напушта Цедевиту.

## Репрезентације
Иако је било наговештаја, никада није био селектор репрезентације Србије. Такође, Маљковић је имао такву понуду од Кошаркашког савеза Француске, али ју је одбио.
Године 2010. је изабран за селектора Словеначке репрезентације, у којој је провео три године. Водио је тим на два европска првенства. Посебно велика очекивања су била пред Европско првенство 2013. године у Словенији. Ипак нису се домогли медаље и ово првенство су завршили на 5. месту. Након тога он је напустио ову функцију.

## Остало
Његова ћерка Марина Маљковић, је такође кошаркашки тренер. Иако није био главни тренер Црвене звезде увек је истицао да је велики Звездаш. У тренуцима када је клуб био у великим проблемима био је члан радне групе.